# Калотропис высокий
Калотропис высокий, или Содомское яблоко (лат. Calotropis procera) — растение семейства Кутровые, вид рода Калотропис. Произрастает в диком виде в пустынных и полупустынных районах Северной и Тропической Африки, Западной и Южной Азии и Индонезии.

## Биологическое описание
Калотропис высокий — небольшое дерево или кустарник с серой корой, высотой до 6 м.
|                             |  |
| Цветки калотрописа высокого |  |

|                                     |  |
| Плоды и семена калотрописа высокого |  |

Листья серо-зелёные или беловатые, опушённые, овальные или обратнояйцевидные, 10—30 см длиной и 5—15 см шириной, в основании сердцевидные, на конце заострённые. Листовые черешки короткие.
Цветки собраны в зонтикоподобные, 3—10-цветковые, тонко-войлочные щитки. Чашелистики эллиптические или овальные, до 0,3 см длиной. Венчик белый с наружной стороны и розоватый внутри, до 2 см в диаметре. Его доли на кончиках пурпурно-коричневые, широко овальные или овально-треугольные, до 1 см длиной и до 1 см шириной. Растение цветёт в мае-декабре.
Плоды круглые зелёные, состоящие из двух вскрывающихся по брюшным швам листовок. Они содержат клейкий ядовитый латекс.